# Paul von Derwies
Paul Grigoriévitch baron von Derwies, ou mieux, von der Wiese, ou Derviz, (né le 31 janvier 1826 à Lebedian (gouvernement de Tambov, et mort le 2 juin 1881 à Bonn) est un pianiste virtuose, un magnat des chemins de fer et un célèbre financier russe ; il est aussi connu comme hivernant russe de la Côte d’Azur du XIXe siècle.

## Milieu familial

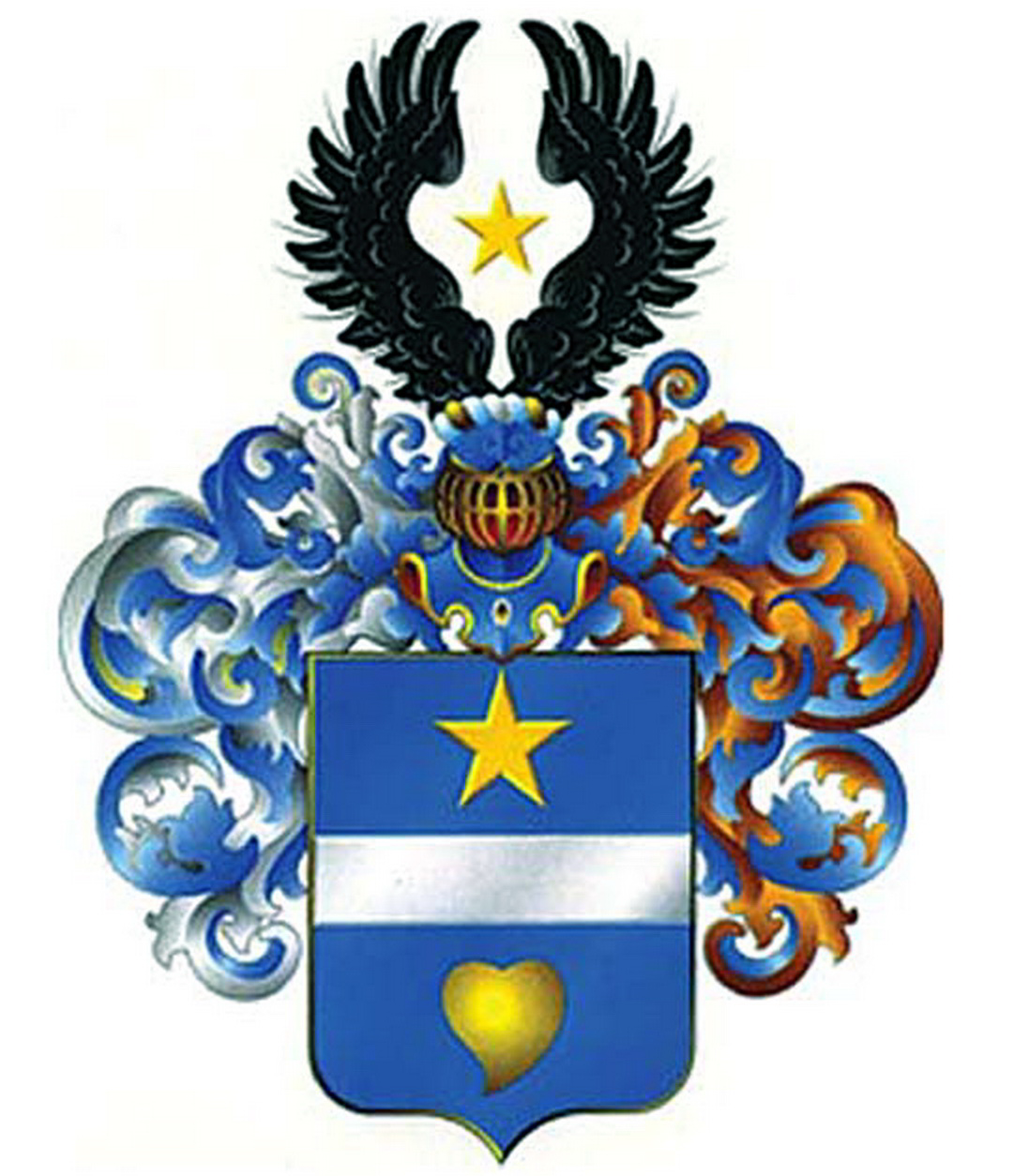
Blason de la famille von Derwies

### Origines
Fils de Grégoire Ivanovitch (1797-1855), conseiller d’État et directeur de l’orphelinat de Gatchina (ru) (1847-1854), et de Barbara Nikolaïévna Makéïeff (1798-1848).
Issu par son père d’une famille de la noblesse de service, d'origine hambourgeoise : l'ancêtre Heinrich Dietrich von Wiese, descendant de bourgeois et de pasteurs hambourgeois, fut bourgmestre de la ville de Hambourg du 6 août 1720 au 1er février 1728 ; son petit-neveu, Johann-Adolf († 1762), juriste, passe du service des Suédois à celui du duc de Holstein-Gottorp, et, ce dernier devenant empereur de Russie en 1762 sous le nom de Pierre III, au service de l’Empire russe en 1740, où il enseigne le droit à l’École de la magistrature de Saint-Pétersbourg. Chargé des archives secrètes du duché, il est élevé à la dignité de noble héréditaire du Saint-Empire romain germanique en 1759, et prend désormais le nom de von der Wiese.
La famille s’illustre à nouveau en la personne de Johann Georg (en russe : Ivan Ivanovitch) Derwies ou Derviz († 1806), qui finira major-général au 8e Régiment de dragons d’Astrakhan (1798)).

### Famille
Paul Grigoriévitch était marié à Véra Nikolaïevna Tietz (1832-1903), elle aussi d'origine allemande et fille de l'intendant de l’orphelinat de Gatchina. Ils eurent six enfants, dont quatre vécurent : Vladimir († 1872), Serge (1863-1943), Barbara (1864-1881) et Paul (1870-1943).
A la suite de ses infidélités conjugales, son épouse se sépara de lui en 1874 et il installa à Lugano sa maîtresse Marie Hélène Riznitch (1828-1895), comtesse Keller Kleinmichel, nièce de Ewelina Hańska et future épouse d'Alexandre Saint-Yves d'Alveydre.

## Carrière

### Dans l’administration impériale
- 1847 : après de brillantes études de droit à Saint-Pétersbourg (médaille d’or), il intègre l’administration du Sénat (Département des titres et de l’héraldique) ;
- 1850 : assesseur de collège ;
- 1852 : conseiller de tribunal ;
- 1855 : affecté au département des fournitures des armées du ministère de la Guerre de l'Empire russe ;
- 1857 : directeur de bureau ; démobilisé avec le rang de conseiller d’État (il passera conseiller d’État actuel en 1866).

### Dans le journalisme
Parallèlement à ses débuts dans l’industrie, il participe comme journaliste à la Birjevye Vedomosti, où il fait paraître des articles enthousiastes sur le développement du réseau ferré dans l’Empire russe.

### Aux chemins de fer
- 1859-1863 : secrétaire général du président de la Société des chemins de fer Moscou-Saratov (société fondée en 1856 ; concession accordée en ) ;
- 1863-1868 : président du conseil d’administration de la Société des chemins de fer Moscou-Riazan ;
- 1865-1868 : président[18] de la Société des chemins de fer Riazan-Kozlov (ru). Il intègre cette société en 1865 et, grâce à ses utiles relations dans l’administration, obtient la concession d’exploitation le 12 mars 1865. Les travaux sont lancés en 1866 et durent jusqu’en 1868 ;
- 1866-1867 : président du conseil d’administration de la Société des chemins de fer Koursk-Kiev (ru) (travaux lancés en 1868 et réceptionnés en 1870) ; son frère Ivan G. lui succède, jusqu’en 1887.

Il fut utilement secondé dans tous ses projets ferroviaires par l’ingénieur en chef Karl Fédorovitch von Meck (ru) (1821-1876).
La qualité des équipements utilisés, la rentabilité des concessions, les avantages financiers garantis par le Gouvernement impérial aux investisseurs, tant russes qu’étrangers, les besoins immenses de l’Empire dans ce domaine, ainsi que la grande expérience de communicant de Paul v. Derwies, y compris à l’international (il parlait parfaitement, outre le russe, l’allemand, le français, et l’anglais), tout concourut à créer rapidement un climat de fièvre boursière en Europe pour le développement du train en Russie, connue comme la fièvre des concessions.

## Évergétisme et mécénat
Derwies se constitua ainsi, en une dizaine d’années, une solide fortune dont il consacra une partie à l’un de ses rêves d’enfance : devenir un grand propriétaire terrien. Ainsi, il acheta d’abord un grand domaine d’environ 3000 acres à Starojilovo, près de  Pronsk (ru) (gouvernement de Riazan), sans compter d’autres propriétés dans la capitale, ainsi qu’à l’étranger (Suisse, France).

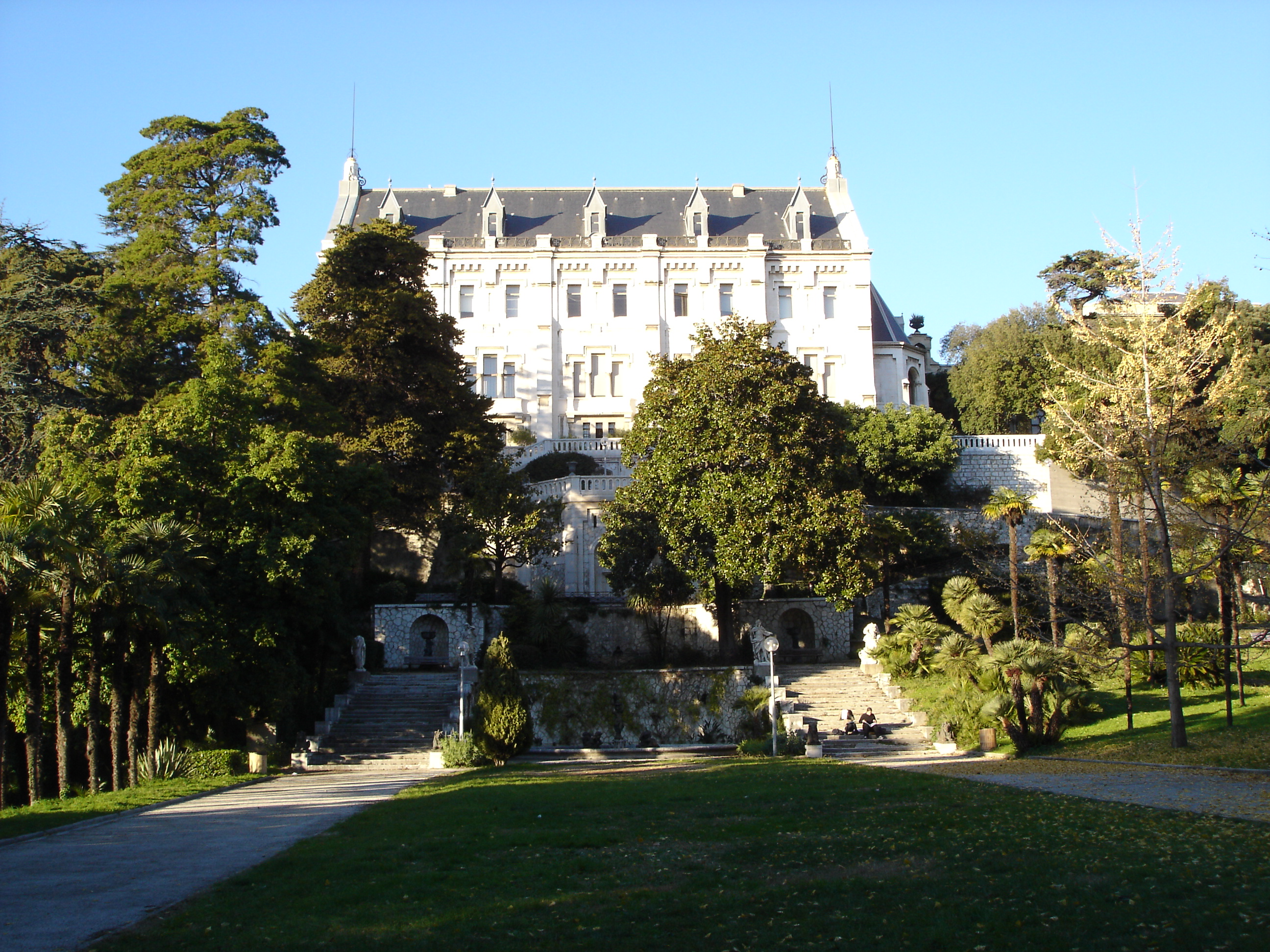
Le château de Valrose (propriété de l’université de Nice)

### Valrose

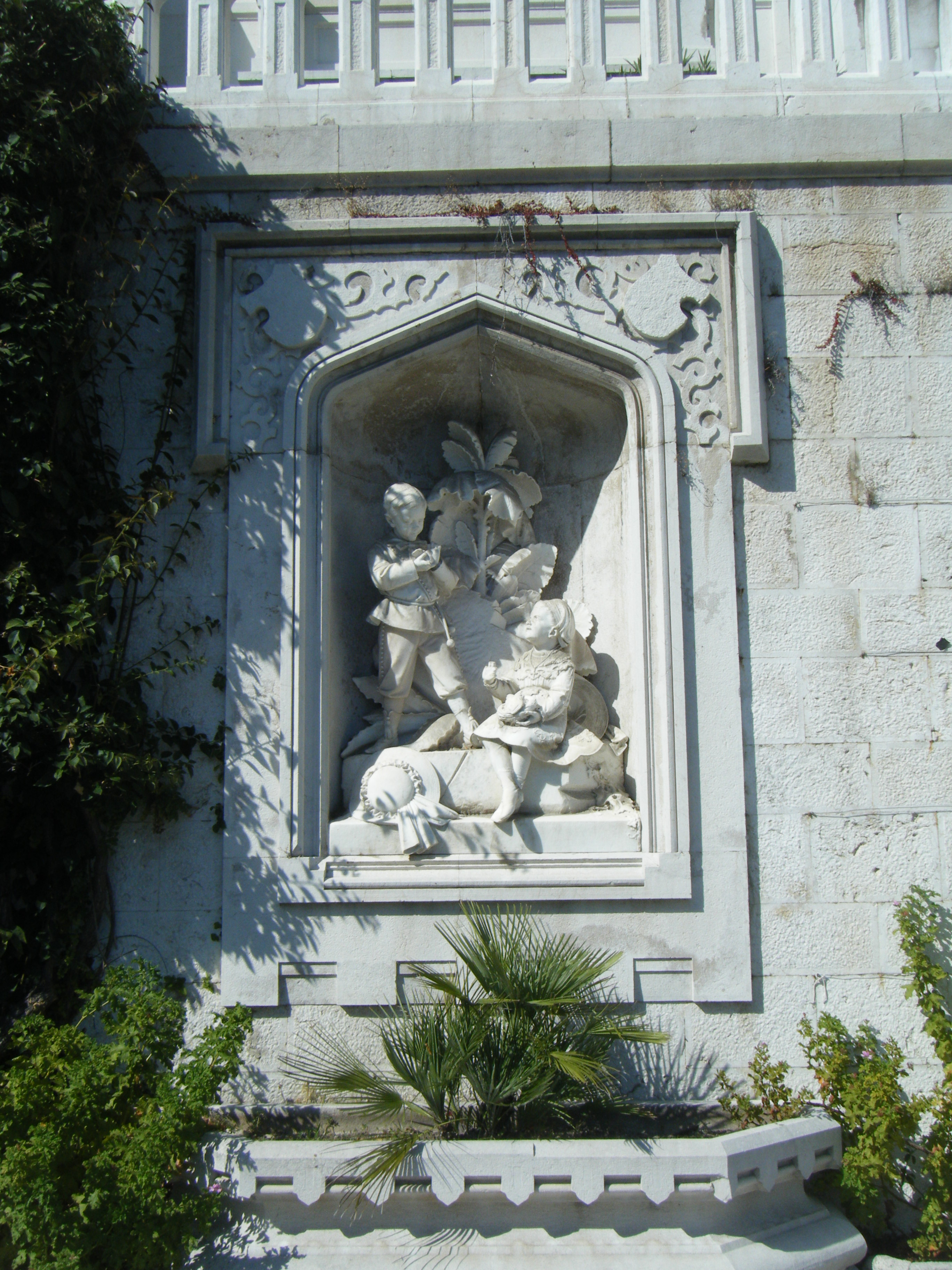
Enfants du baron von Derwies

Ayant confié les rênes de ses entreprises à ses proches (à son frère Ivan G., notamment), Derwies était désormais libre de revenir vers ses passions profondes, la musique, les voyages, l’évergétisme, etc. Il obtint dès 1868 l’autorisation des Autorités de s’installer principalement à Nice, où il acheta un domaine au début de l’année 1867 où il se fit construire un palais d’inspiration gothique : le domaine de Valrose, dont, pourtant peu porté lui-même sur les mondanités, il fera rapidement l’un des centres les plus courus de la présence russe hivernante sur la Côte d’Azur, y attirant de nombreuses personnalités tant russes que non russes, et y organisant régulièrement des concerts de très haut niveau, sélectionnant avec soin les artistes en mélomane averti qu’il n’avait jamais cessé d’être. Pour cela, il dota le château d'une salle de concert. L’argent récolté lors des soirées musicales est reversé à des œuvres caritatives. Près de Valrose, il fera aussi édifier une salle d’asile devenue l’école primaire et maternelle Von Derwies.

#### Musique
Derwies avait hésité, à ses débuts dans le monde, alors qu’il servait encore l’Empire, entre une carrière artistique et le monde des affaires ; il avait d’ailleurs payé une partie de ses études - sa famille n’était pas riche - en donnant des répétitions de piano, instrument où il excellait.
Il organisa régulièrement dans son domaine de Valrose des concerts et des récitals (1870-1881), pour lesquels il invita certains des artistes les plus célèbres de l’époque, dont le violoniste hongrois Joseph Joachim (1831-1907), le pianiste français Francis Planté (1839-1934), la cantatrice italienne Adelina Patti (1843-1919), le violoniste belge César Thomson (1857-1931), etc.
Parallèlement, il composait et a laissé quelques œuvres chantées (la Comtesse de Lascaris (opéra), des chansons sur des poèmes de Pouchkine et de Lermontoff, etc.) et des œuvres instrumentales.

### Évergétisme et mécénat en Russie

#### Hôpital pédiatrique municipal Saint-Vladimir
Paul Grigoriévitch, homme généreux et philanthrope, consacra une bonne partie de sa fortune aux malheureux de Russie, notamment aux enfants.
Heureux en affaires, Derwies fut un père malheureux : deux de ses enfants moururent jeunes de tuberculose osseuse, tout d’abord son fils aîné, Vladimir, en 1872, puis, bien plus tard, sa fille Barbara en 1881.
Profondément affecté par les souffrances et le décès de Vladimir, très sensible à la cause des orphelins depuis sa jeunesse, il contacta par lettre en 1872 le maire et le gouverneur militaire de Moscou, les princes Alexandre Alexéïévitch Chtcherbatoff (1829-1902) et Vladimir Andréïévitch Dolgoroukoff (ru) (1810-1891), afin d’obtenir leur appui pour la construction d’un hôpital destiné aux enfants, notamment aux plus démunis.
Grâce à l’appui chaleureux des édiles de la ville, il mène à bien son projet et l’hôpital-fondation ouvre ses portes le 1er août 1876.

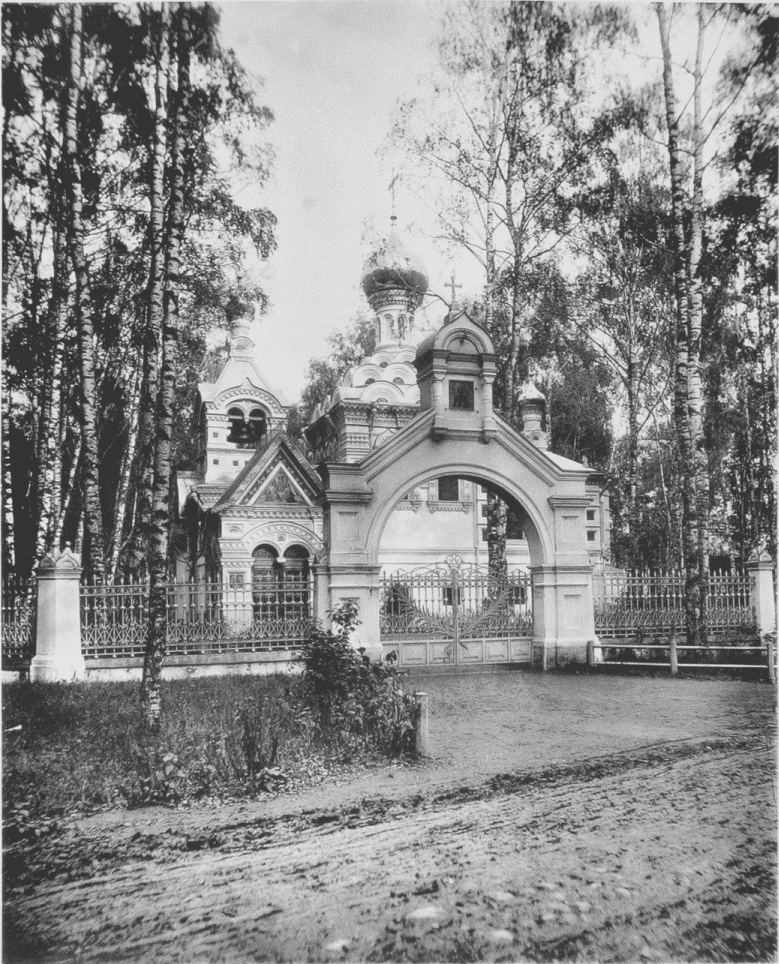
L’église de la Sainte-Trinité en 1883.

Conformément aux volontés de Derwies, l’hôpital fut consacré au saint protecteur de son fils aîné, saint Vladimir ; il reprenait les principes de l’hôpital pédiatrique de Saint-Pétersbourg (ru) ouvert en 1867 par le duc d’Oldenbourg (1812-1881), hôpital dont il devenait le correspondant moscovite ; enfin, 100 lits devaient nécessairement y être réservés aux enfants démunis (l’hôpital fonctionne toujours, et la délicate église de la Sainte-Trinité de l'hôpital péditrique Saint-Vladimir (ru), construite en 1881-1883 par l’architecte religieux Alexandre Pétrovitch Popoff (ru) (1828-1904), a été re-consacrée en 1995).

#### Honneurs
Entrepreneur célèbre, homme du monde et mécène, Paul von Derwies était membre honoraire et très généreux de plusieurs sociétés savantes et philanthropiques, dont :
- La société musicale russe ;
- La société des amateurs de sciences naturelles, d'anthropologie et d'ethnographie ;
- L'Institut Okhtinsky de mécanique et de technologie de Saint-Pétersbourg (dont il assuma la présidence);
- Le conseil d’administration du lycée pour garçons de Riazan.

## Hommage
- L’école primaire et maternelle Von Derwies porte son nom à Nice[38].
- Une rue de Nice porte son nom[39].